# تفنگ سرپر (مجموعه تلویزیونی)
تفنگ سرپر مجموعه‌ تلویزیونی ایرانی است که در فاصله سال‌های ۱۳۷۷ تا ۱۳۸۱ در گروه فیلم و مجموعه تلویزیونی شبکه یک به کارگردانی امرالله احمدجو ساخته شد و در سال ۱۳۸۱ پخش گردید.

## داستان
تفنگ سرپر داستان مرد جوانی به نام غیبیش (با بازی حمیدرضا پگاه) است که در زمان جنگ جهانی اول زندگی می‌کند. در این دوران به دلیل خودکامگی خان‌ها و شاهزادگان قاجار و به خصوص تجاوز اشغالگران روسیه به ایران، روزگار مردم به سختی و تیرگی می‌گذرد اما با این حال مردم تلاش می‌کنند آبرو و زندگی خود را حفظ کنند.

## بازیگران
- حمیدرضا پگاه: غیبیش (غیب علی)
- خسرو شکیبایی: آقا سید
- ژاله علو: زن آقا
- انوشیروان ارجمند: اسماعیل آقا
- بهروز مسروری: کدخدای کولیباد
- محمد فیلی: مموش
- آتش تقی‌پور: قزاق
- حسن اکلیلی: حیدربیگ
- فردوس کاویانی: صفرعلی
- هوشنگ حریرچیان: خیر عمو
- فریدون سورانی: میرزا علی
- عباس امیری مقدم: عزیز خان
- پروین سلیمانی: خاتون
- پرویز شاهین خو: شازده

## جوایز و نامزدها
| سال  | جایزه           | رده                              | دریافت‌کننده      | نتیجه    |
| ---- | --------------- | -------------------------------- | ---------------- | -------- |
| ۱۳۸۲ | هفتمین جشن حافظ | بهترین بازیگر مرد درام تلویزیونی | انوشیروان ارجمند | نامزدشده |

## محل فیلمبرداری
این مجموعه تلویزیونی در شهرک سینمایی واقع در بخش میمه اصفهان و جوشقان و کامو  فیلمبرداری شده‌است.